# Грот Німф

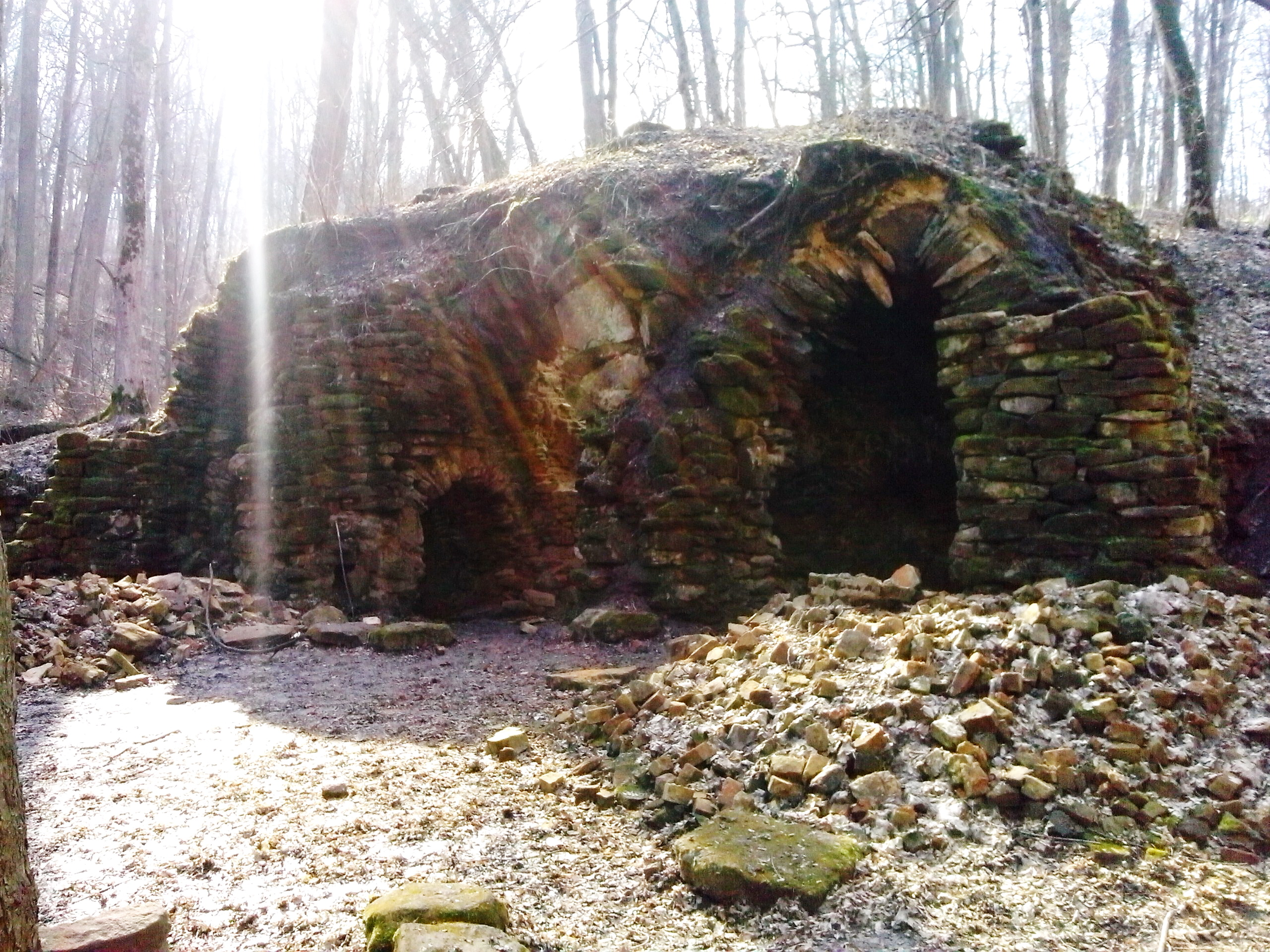
Грот Німф

Грот Німф — споруда в Тростянецькому парку в місті Тростянець Сумської області, зведена в 1809 році на честь Полтавської битви. Пам'ятка архітектури національного значення.

## Історія
Кам'яний грот у парку в урочищі Нескучне збудуваний у 1809 році на честь 100-річчя Полтавської битви. 
Історії дендропарку в Нескучному більше двох століть. Стільки ж історії Гроту Німф. Він загублений неподалік озера серед штучних насаджень і 300-400-літніх дубів. У журналі «Столица и усадьба» за 1916 рік записано, що грот призначався для розваг — там під звучання живої музики та в сяйві смолоскипів відпочивала знать. Для вельмож влаштовувалися театралізовані вистави, героїнями яких були переодягнені в лісових німф дівчата — звідси й пішла назва споруди. Дотепер у гроті збереглися залишки лож для глядачів, стіни театру під відкритим небом і бруківка, по якій проїжджали карети вельмож.

## Опис гроту
Грот Німф складається з приплющених каменів і напівкруглих арочних входів. Його покриває цегляний верх діаметром десять метрів. Біля підніжжя споруди лежить камінь, на якому написано «1809».
У грота чотири різні підземні ходи. Однак з них експлуатувався тільки один. Цей грот декоративний, побудований для дозвілля власника садиби і його відвідувачів. Всередині споруди знаходяться підставки для смолоскипів, які освітлювали вистави. В основному їхня тематика була пов'язана з давньогрецькими міфами. Так з'явилася назва грота. У верхній частині грота в арочні отвори вдень потрапляло сонце. Входи виготовлені з великих піщаних каменів, а склепіння з цегли. Раніше грот служив входом у підземелля міста.

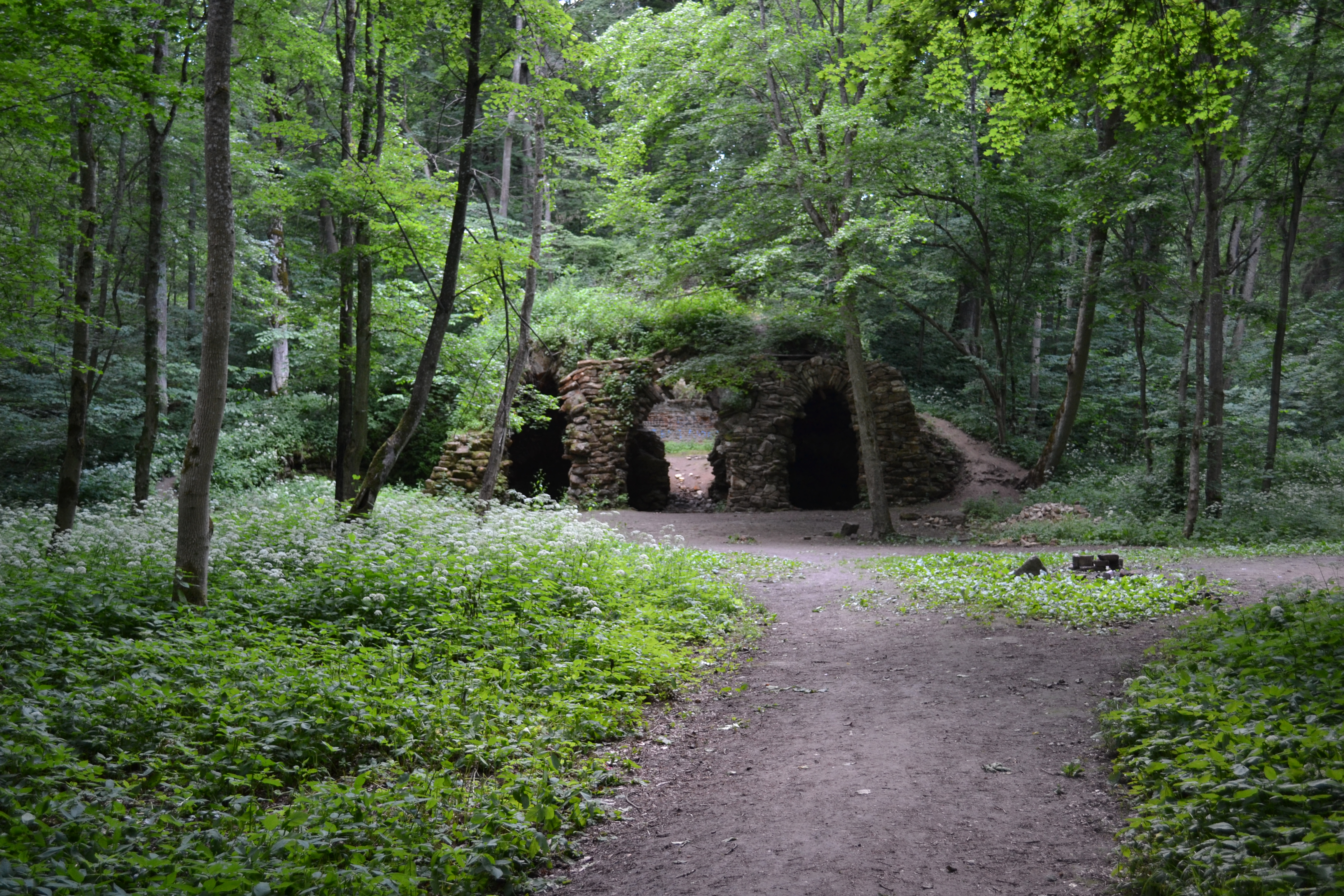
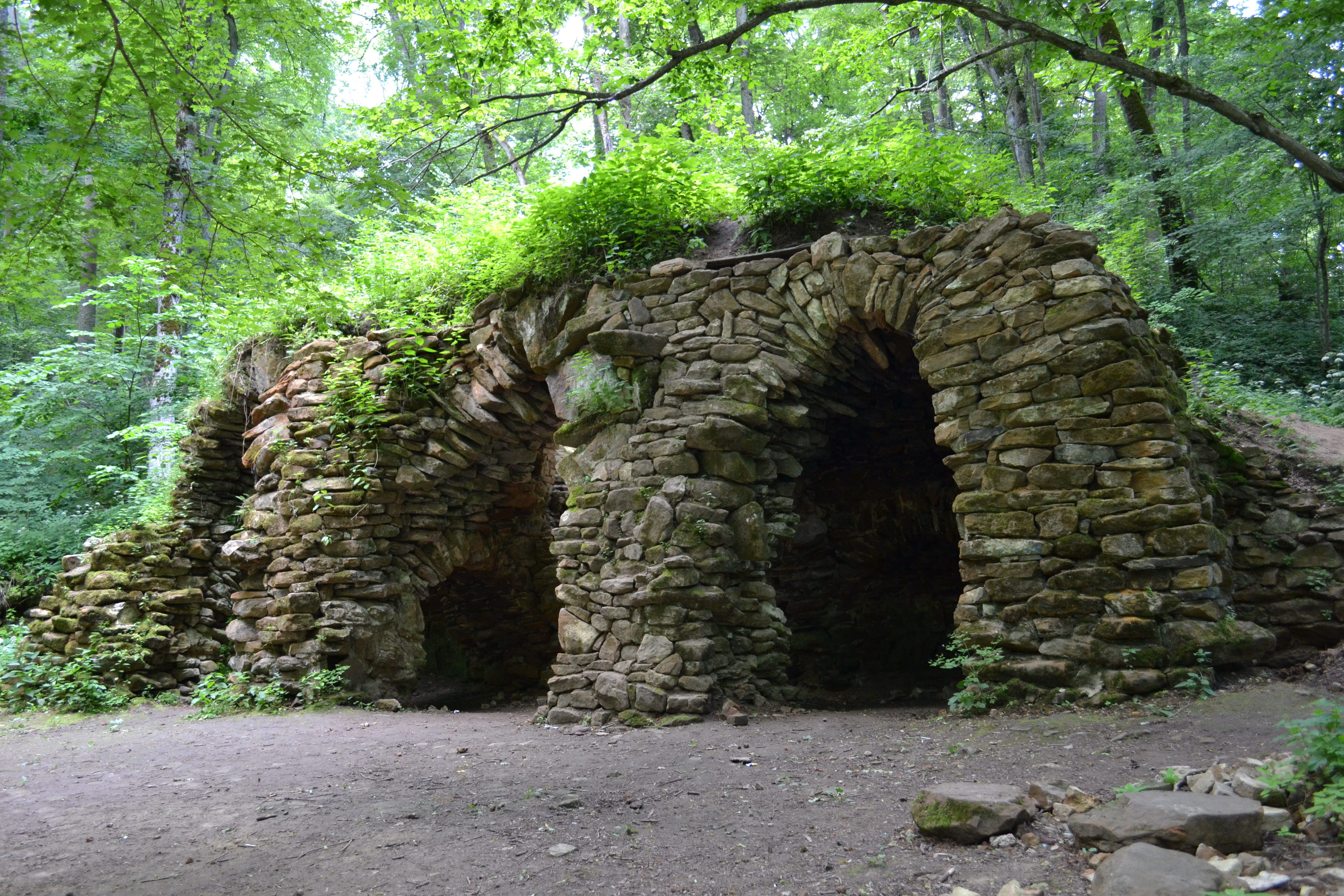
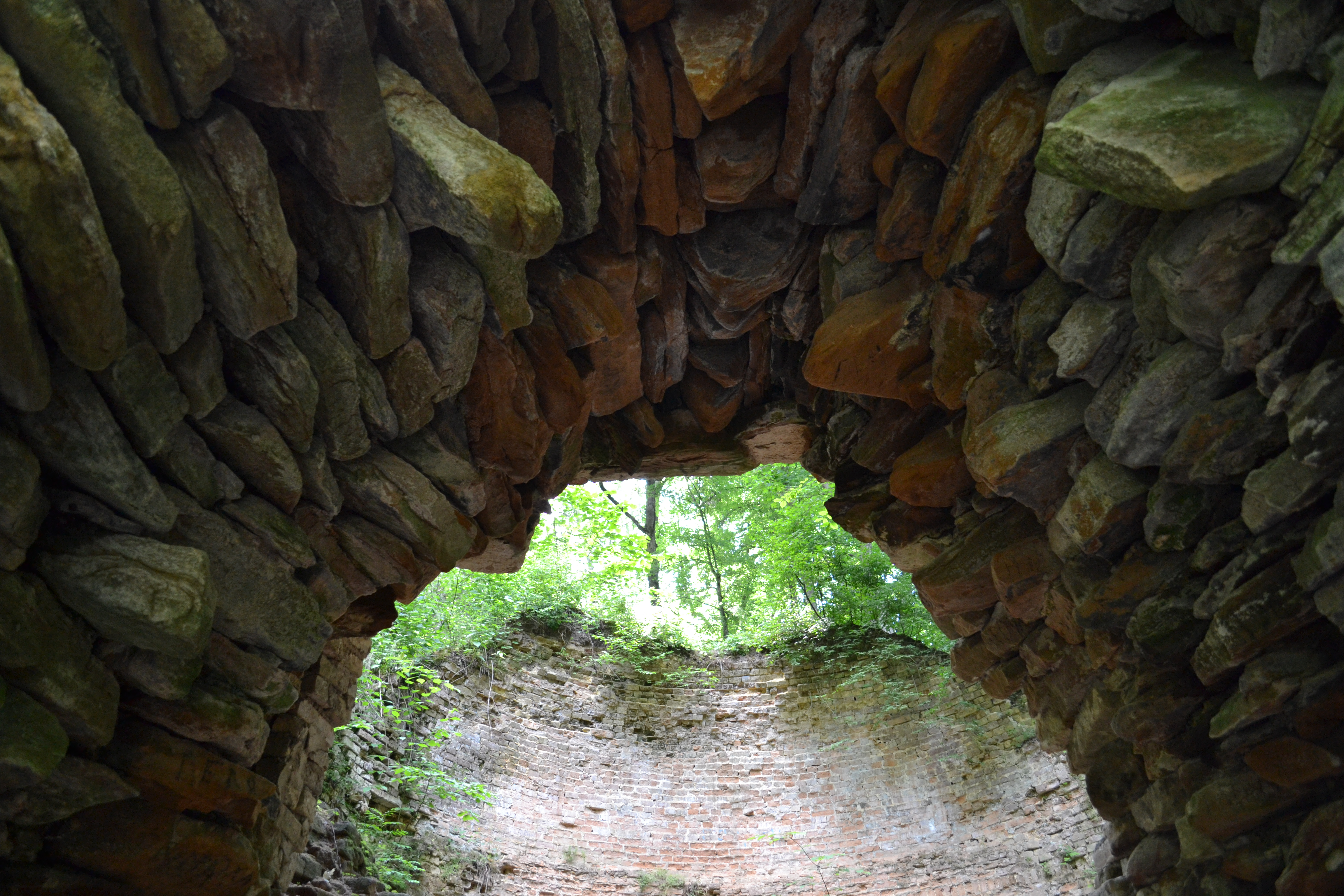

## Пленер «Мальовнича Тростянеччина»
У 2006 році в Нескучанському дендропарку, де знаходиться Грот Німф, вперше провели міжнародний живописний пленер «Мальовнича Тростянеччина». Відтоді це традиція: тепер художники з України та закордону з'їжджаються сюди щороку, їхні картини прикрашають галерею в колишньому палаці Голіцина. Низка картин художників присвячена Гроту Німф.